# Сова-голконіг себуйська
Сова́-голконі́г себуйська (Ninox rumseyi) — вид совоподібних птахів родини совових (Strigidae). Ендемік Філіппін. Описаний у 2012 році за результатами рекласифікації філіпінської сови-голконога як комплексу видів.

## Опис
Довжина птаха становить 25 см. Голова і верхня частина тіла темно-коричневі, поцятковані нечіткими світлими смугами. Горло біле, нижня частина тіла оранжево-коричнева. Над очима білі «брови». Очі жовті.
Голос — характерний крик «wip! Doo-wip! Doh», звук у якому спочатку падає, потім підіймається, а наприкінці знову падає. Також можна почутки поодинокі крики і скрипи.

## Поширення і екологія
Себуйські сови-голконоги є ендеміками острова Себу в центральній частині Філіппінського архіпелагу. Вони живуть у вологих рівнинних тропічних лісах, на узліссях і галявинах, на висоті до 700 м над рівнем моря. Живляться комахами та іншими безхребетними і дрібними хребетними, зокрема гризунами, птахами, плазунами і амфібіями. Гніздяться в дуплах дерев.

## Збереження
МСОП класифікує цей вид як вразливий. За оцінками дослідників, популяція себуйських сов-голконогів становить від 250 до 1000 дорослих птахів. Їм загрожує знищення природного середовища.